# Esquimalt

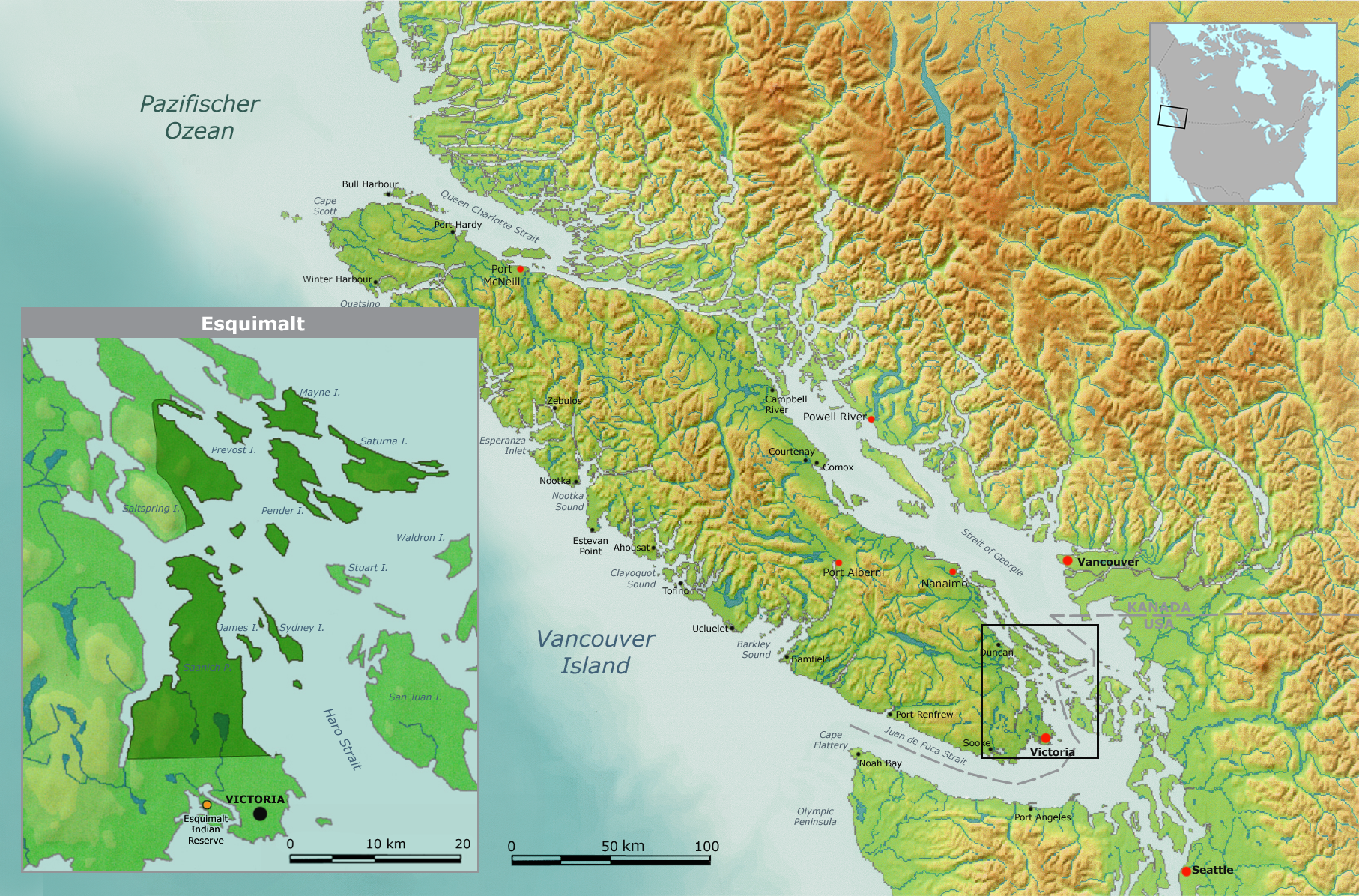
Traditionelles Territorium der Esquimalt und heutiges Reservat (orange)

Die Esquimalt oder Ess-whoy-malth, offiziell Esquimalt Nation (auch Xwsepsum oder oftmals fälschlich Kosampsom genannt – wie im Vertrag von 1843), sind eine der First Nations auf Vancouver Island in British Columbia.
Sie gehören kulturell als auch sprachlich zu den Küsten-Salish der Nordwestküstenkultur des Pazifiks, deren Wohngebiet sich bis nach Oregon erstreckt. Zusammen mit den benachbarten Songhees (Lkwungen oder Lekwungen) sprechen sie Lək̓ʷəŋín̓əŋ / Lekwungen oder Songhees / Songish, einen Dialekt des Northern Straits Salish, einer der größten Dialektgruppen innerhalb des Zentralen Küsten-Salish (Central Coast Salish) aus der Salish-Sprachfamilie.
Heute (Stand: September 2013) zählt die Esquimalt Nation 288 Stammesangehörige, von denen 163 im Reservat leben.

## Geschichte
Die Esquimalt wurden – und werden teilweise heute noch – oft zusammen mit den eng verwandten Songhees (Lkwungen oder Lekwungen) auch als Lekwammen (oder Lekwungen) bezeichnet – jedoch wird diese Bezeichnung zunehmend nur auf die Songhees bezogen, da es deren Eigenbezeichnung ist. Weitere historisch (und teilweise heute noch) Straits Salish-sprechende Gruppen der Küsten-Salish sind die Lummi (Xwlemi oder Lhaq'temish), Saanich (W̱SÁNEĆ), Samish (sʔémǝš), Semiahmoo, T'sou-ke (Sooke) und die Klallam (S'Klallam).
Um Victoria herum lebten die Songhees, deren Kern in der Cadboro Bay überwinterte und den Sommer in einem Ort namens Xthapsam, nahe Gorge bei Victoria, verbrachte. Eine kleinere Gruppe besetzte das Gebiet um das Sooke Basin. Die Gesellschaft war nach Familien, nicht nach Stämmen organisiert. So bestimmten die Verwandtschaftsverhältnisse den familiär gebundenen Dialekt, aber auch die Frage, wer zusammenarbeitete, wer sich Ressourcen teilte. Diese Verwandtschaft reichte weit über die lokale Hausgruppe und das Dorf hinaus in andere Gemeinschaften hinein. Das Dorf hingegen spielte eine Rolle bei bestimmten Arten von Zeremonien. So war das Dorf keine stärker gegliederte Einheit als die erweiterte Familie.
Die Grundlagen der Ernährung, Jagd, Sammeln, Konservieren, differieren innerhalb der Küsten-Salish nur geringfügig. Im Norden der Esquimalt-Lagune befindet sich ein Muschelhaufen, der durchgängig in Gebrauch war (ostwärts vom Cottonwood Creek). Einige Grabungsstätten gehören der Marpole oder der Gulf of Georgia-Kultur an. Die Marpole-Kultur dauerte von 400 v. Chr. bis 400 n. Chr., während die Gulf of Georgia-Kultur bis 1000 n. Chr. reicht.
Die Xwsepsum (Kosampsom) lebten in einem Dorf nahe dem Portage Inlet. Muschelhügel bei der Tillicum Bridge lassen sich bereits auf etwa 2000 v. Chr. datieren. Vor der Ankunft der ersten Europäer wohnten sie in mehreren Dörfern an der Perry Bay und an der Cordova Bay.

### Erster Kontakt mit Europäern
Die ersten spanischen und britischen Schiffe steuerten Esquimalt 1790 und 1792 an. Don Manuel Quimper ankerte 1790 im Hafen und nannte den Ort „Puerto de Cordova“ nach dem 46. Vizekönig von Neu-Spanien. Schon James Cook bewunderte die von den Indianern kultivierte Landschaft um das spätere Victoria, erkannte aber nicht die Anzeichen einer differenzierten Bauernkultur.
Die europäischen Händler, die die Pazifikküste aufsuchten, kamen anfangs wegen der Fischotterpelze, die sie in China mit hohen Gewinnen weiterverkaufen konnten. Sie brachten dafür Metalle und andere Waren, wie venezianische Glasperlen, dazu Gewehre. Die Erträge und die Musketen veränderten die regionalen Machtverhältnisse. So verbündeten sich die Nanaimo, Saanich, Songhees, Esquimalt, Musqueam und Squamish gegen die auf Raub und Sklavenjagd ausgehenden nördlichen Stämme, wie die Lekwiltok. Sie lieferten ihnen in der Maple Bay eine vernichtende Schlacht. Das größte Stammesbündnis der Geschichte Westkanadas stand kurz davor 1843 Fort Victoria anzugreifen, doch schloss es Frieden mit den Weißen.
In den Verträgen, die die Hudson’s Bay Company (HBC) mit den heutigen Esquimalt abschloss, heißen sie noch „Kosampsom“. Das Wort Esquimalt ist die anglisierte Form des Wortes „Ess-whoy-malth“, was wohl „Ort des seichten Wassers“ bedeutet. Bereits ab 1850 wurden Farmen errichtet, wie die Viewfield-Farm, der bald weitere folgten. 1852 wurde der erste Verbindungspfad nach Victoria gebaut. Um diese Zeit müssen sich Songhees und Esquimalt endgültig getrennt haben. 1854 entstand das Craigflower-Schulgebäude, das heute noch existiert und ein Museum beherbergt.
1858 brachte der Goldrausch am Fraser River Tausende nach Victoria, von denen viele in Esquimalt an Land gingen. 1865 wurde der Ort zum Marinestützpunkt. 1863 errichtete man eine Sägemühle an der Esquimalt-Lagune über einer Beerdigungsstätte.
1881 zählten die Esquimalt nur noch 30 Mitglieder, die sich auf 8 Familien verteilten. Die ältesten Stammesmitglieder waren zwar 60 und 70, doch gab es nur drei, die 50 oder älter waren.
Die Häuptlingschaft ist von großer Kontinuität. Edward Joe war bis in die 1970er Jahre traditioneller Häuptling, sein Vorgänger war Joe Sinupen. Dieser war Nachfahre von si'sœnak, einem Führer der Xwsepsum (Kosapsum), der als ‘Say-sinka’ im Kosampsum-Vertrag vom 30. April 1850 auftaucht. 1972 übernahm Andy Thomas Würde und Namen ihres Vorfahren. Ihr Gebiet reichte von der Cordova zur Parry Bay auf Vancouver Island und schloss die Westküste von San Juan Island ein.
Als die McKenna-McBride-Kommission ab 1913 die Reservate aufsuchte, schlug sie vor, dass das Reservat des „Esquimalt Tribe“, „Esquimalt-Esquimalt District, 47.00 acres“ bestehen bleiben sollte. Rechtskraft erhielten die Vorschläge der Kommission erst 1923.

### Familiengruppen
Die heutigen Songhees und Esquimalt sind Nachfahren folgender in den sog. Douglas Treaties (Vancouver Island Treaties oder Fort Victoria Treaties) genannter Familiengruppen:
- der Teechamitsa (von Albert Head bis Esquimalt Harbour – heute Mitglieder der Esquimalt Nation)
- der Xwsepsum (Kosampsom) oder Camossung[2] (Ostteil des Esquimalt Harbour, am Craigflower Creek (Pulkwutsang – „der Geister-Platz“) im Portage Inlet, den Gorge Waters (Gorge-Wasserstraße) im Harbour (Hafen) des heutigen Victoria bis Halkett Island – Hauptgruppe der heutigen Esquimalt Nation)
- der Whyomilth (Nordwestteil des Esquimalt Harbour – heute Mitglieder der Esquimalt Nation)
- der Chekonein (Che-ko-nein) (zwischen Gonzales Point und Mount Douglas – heute Mitglieder der Songhees First Nation)
- der Chilcowitch (östlich der Ross Bay bis Gonzales Point – heute Mitglieder der Songhees First Nation)
- der Stsanges (im Gebiet des heutigen Albert Head (Tleepet), einem Vorort von Metchosin, British Columbia – heute Mitglieder der Songhees First Nation)
- der Swengwhung (Inner Harbour, James Bay (Whosaykum – „Sand, Lehm“ oder „matschiger, sumpfiger Platz“), Clover Point und Ross Bay im Gebiet von Greater Victoria – heute Mitglieder der Songhees First Nation)

### Aktuelle Situation
Kanada und British Columbia einigten sich Ende 2006 mit den Esquimalt und den Songhees auf eine Zahlung von 31,5 Millionen CAD, die zu gleichen Teilen unter den Stämmen aufgeteilt werden sollen. Dann soll ein Replacement Lands Committee eingesetzt werden, um über den Tausch bestimmter Gebiete zu beraten. Dieser Vertrag steht allerdings außerhalb des B.C. Treaty Process, des sechsstufigen Vertragsprozesses, den die Provinz mit zahlreichen Stämmen 1993 begonnen hat. Außerdem beteiligen sich die umliegenden First Nations zunehmend am Victoria Harbor Plan, der einen erheblichen Ausbau des Hafens vorsieht.
Schließlich beschloss die Stadt View Royal im März 2007, einen Beitrag von 96.000 und die Provinz von 40.000 CAD beizutragen, um einen Friedhof im Partage Park, der durch Stürme beschädigt worden war, wiederherzustellen.

## Reservate
Die Esquimalt besitzen heute ein Reservat von 18,9 Hektar Größe, das Esquimalt Indian Reserve, das ihnen 1850 von der HBC zugewiesen und von der Joint Reserve Commission bestätigt wurde. Es liegt am Esquimalt Harbour in der Plumper Bay südwestlich von Victoria. Von den heute (Stand: September 2013) 288 Stammesangehörigen leben 163 im Reservat, 25 in anderen Reservaten, und außerhalb meist in umliegenden Städten die restlichen 100 Esquimalt.